# 植木嵩行
植木 嵩行（うえき たかゆき、1992年1月3日 - ）は、日本のプロレスラー。

## 来歴・戦歴
2013年
- 4月 - 大日本プロレスに入門。入門前は神奈川県警に勤めていた。
- 10月27日 - 博多スターレーン大会よりエキシビションマッチを開始[1]。
- 12月15日 - 博多スターレーン大会のvs星野勘九郎戦でデビュー[2]。

2014年
- 7月27日 - バラモン兄弟のパートナーXになることを志望し組むことになった。伊東竜二&ヘラクレス千賀&ツトム・オースギと対戦するが、李日韓レフェリーを人質にとったため反則負けとなる。その後もタッグは継続。
- 8月4日 - 新木場大会でバラモン兄弟と組み、伊東竜二&星野勘九郎&稲葉雅人のタッグと対戦し、デビュー戦の相手星野からスピアーでデビュー後初勝利を奪う。
- 9月28日 - 名古屋大会で"黒天使"沼澤邪鬼の欠場でパートナーのいなかったバラモン兄弟のパートナーになり、人生初のデスマッチを行うことが決定する。試合形式はTVLC6人タッグデスマッチで、対戦相手はヤンキー二丁拳銃と竹田誠志のタッグになる。
- 11月30日 - 名古屋大会で初の蛍光灯デスマッチを行う。竹田誠志とのシングルで竹田のロッキンポwith蛍光灯で敗れる。
- 12月31日 - 年越しプロレスで日本インディー大賞ニューカマー賞を受賞する。

2015年
- 1月4日 - 新木場大会で伊東竜二とシングルでデスマッチを行い、入場時には機動隊の格好をして蛍光灯をまとった盾を持ち登場。しかし試合中に脳震盪をおこしレフェリーストップで敗れる。また同月ネットプロレス大賞2014で1000票近くに及ぶ投票数で新人賞を受賞する。
- 2月25日 - 「窒息寸前水地獄!!!緊張の冬!!!大日本の冬!!!あなたの知らないウィンターバケーションレスリング!!!ポセイドンアドベンチャースプラッシュマッチ」という大量の水を使ったスペシャルマッチで、伊東竜二&アブドーラ小林&岡林裕二組と対戦し、海上保安庁の格好をして登場。さらには警視庁のオリジナルキャラクターのピーポくんに似た強力な助っ人の署長まで投入した。
- 3月3日 - DDTプロレスリングが開催した野郎Zに参戦。宮武俊とシングルマッチを行う。
- 4月11日 - みちのくプロレスで活躍中のムーの太陽に入信。また、神奈川県警よりも正義があると語る。
- 4月12日 - 大阪大会で稲葉雅人と有刺鉄線ボードデスマッチを行い勝利。デスマッチで初勝利となる。
- 4月29日 - DDTに初参戦。野郎Z軍団のXとして登場する。
- 5月2日 - KAIENTAI DOJO主催若手選手の登龍門であるK-METAL LEAGUE 2015に参戦。決勝戦まで進出するもののKAIENTAI DOJO所属の吉野コータローに決勝戦で敗れる。
- 6月16日 - 横浜ショッピングストリート6人タッグ王座をバラモン兄弟とのタッグで戴冠しベルト初戴冠となる。
- 7月7日 - 「窒息寸前水地獄!緊張の夏!大日本の夏!あなたの知らないサマーバケーションレスリング!ポセイドンアドベンチャー･スプラッシュマッチ」に海パン刑事になりきって登場。

2016年
- バラモン兄弟とタッグを組んで活動中だが2015年11月より佐久田俊行もバラモンとタッグを組むことが多くなったことから、佐久田と「バラモン兄弟パートナー査定試合」を行うこととなる。各種ルールで戦い4月5日の仙台大会で通常ルールのシングルマッチを行い佐久田に敗れる。この試合後植木は「佐久田という熱い試合ができるライバルが見つかったから、どうでもいい！お前らは帰れ！」とバラモンと自ら決別。この日以降バラモン兄弟とのタッグを組む回数は少なくなり、高橋匡哉とのタッグ「三代目血みどろブラザーズ」としてデスマッチを中心に活動。

2017年
- 一騎当千に参戦。木高イサミ、吹本賢児から勝利した。
- 12月、半ば強制的に佐久田俊行を自身のユニットに加入させる。

2019年
- 5月、横浜ショッピングストリート6人タッグ王座戦にて初めて伊東竜二を破る大金星を見せベルトを奪取。勢いそのままに当時デスマッチヘビー級チャンピオンであった木高イサミに挑戦を表明した。
- 6月30日、札幌 ススキノマルスジム大会にて木高イサミの保持するデスマッチヘビー級王座に挑戦。敗れはしたが、期待を上回る大健闘を見せ、イサミからも一定の評価を与えられた。
- 9月9日 - 鹿児島大会で左足を負傷。左膝前十字靭帯断裂と半月板断裂のため長期欠場することになった[3]。
- 上記の理由に伴い、最峡タッグリーグは不戦敗。予定されていた9月15日の横浜文化体育館大会も欠場。しかし、高橋匡哉の強い要望により植木の化身"グンバちゃん改"が高橋とのタッグで出場し、本来であれば3wayタッグに変更されるはずであった試合が、通常通り4wayタッグで行われることとなった。

2020年
- 9月9日、新木場大会で1年ぶりに復帰[4]。

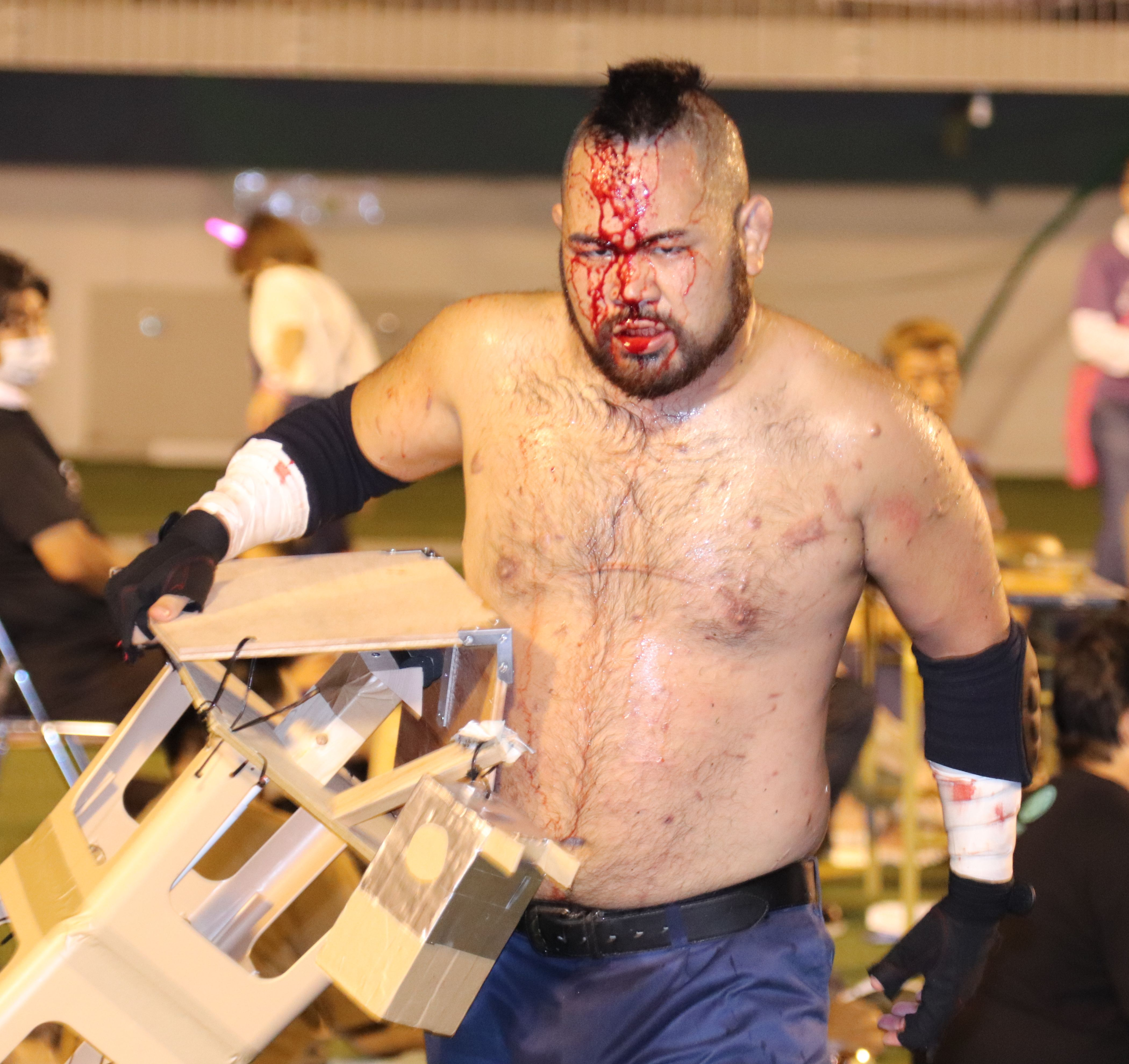
2021年

- 10月8日 - 同じく「3代目血みどろブラザーズ」のメンバーである佐久田俊行とともに、同日付で大日本プロレスを退団しフリーとなることが発表された[5]。

## 得意技
クロスボディ
デスバレーボム
確保
スピアー。デビュー後初勝利を決めた技。
ヘッドバット
デスマッチでおもに相手の頭に椅子越しで頭突きをする諸刃の攻撃で植木自身も相当なダメージを食らう。
敬礼式ダイビングヘッドバット
敬礼をしながら決める。現在の主なフィニッシュホールド。
ウロボロス
相手の両足を抱え上げリングに転がして自分の尻を相手の顔面に押さえつけて相手の左足を左手で右足を右手で封じ込む必殺技。
胸毛ウォッシュ
相手の頭をつかみ顔に胸毛に押し付けみずからはジャンプして膝をつく。顔面ウォッシュの要領でも使用する。
合体式の胸毛を使った攻撃
パートナーのバラモン兄弟が対戦相手を押さえつけている間に植木が独特のステップで敬礼しながら相手の顔面に迫り胸毛を摺り寄せる攻撃。
他にも植木をロープに固定しコスチュームを一部脱がせて、胸毛がむき出しの状態にして対戦相手を無理やり植木の胸毛に押し付けたり、植木の胸に墨汁や歯磨き粉を吹き付けて攻撃を行うこともある。
拳銃攻撃
トップコーナーに上り迫ってくる相手に「待て！」といいコスチュームか巾着に隠してある拳銃（ビッグマッチでは某刑事ドラマの主人公を模したショットガン）を突きつけ手を挙げさせて制止させるムーブでパートナーやレフェリーや観客構わず拳銃を突きつける。時折相手が近寄ったりすると自分のこめかみにも拳銃を突きつける。しかし制止させた後に決めるクロスボディは命中する確率が低い。
さまざまなバリエーションがあり後楽園ホールのバルコニーから銃を構えたり李日韓レフェリーや対戦相手を人質にとることもあったりトップロープ以外の場所からも決めることもある。
しかし、近年は拳銃を出した瞬間に対戦相手やレフェリーに弾き返され劣勢となることが多い。その代わり、高橋匡哉と組んだ際には、拳銃で相手を怯ませた隙に高橋がスピアーを決める連携も駆使している。
敬礼
リングを駆け回り突然敬礼をして威嚇したり相手にも敬礼ポーズをさせるムーブ。相手が制止したり相手の敬礼をした瞬間に相手の頭に手刀を決める。6人タッグマッチとなるとタッグパートナーのバラモン兄弟やレフェリーも敬礼ポーズを決める。
盾
デスマッチ用。機動隊の盾を模しており非常に頑丈。主にボディスラムで投げ落とす、自分の身体ごと相手に突進するといった攻撃手段から相手の攻撃から身を守る防御の役目も果たす。
グンバちゃん1号
三角木馬を模したデスマッチアイテム。背の部分には有刺鉄線が張られ、木馬内にはデスマッチアイテムを格納することが出来る。
グンバちゃん改
左膝前十字靭帯断裂と半月板断裂にて欠場となってしまった植木に代わり、高橋匡哉のパートナーとして出場した植木の化身(もとい高橋によって持ち込まれた凶器)。旧型とあまり差は無いものの、背の部分に新たに鳥よけが追加された。

## タイトル歴
全日本プロレス
- 全日本プロレスTV認定6人タッグ王座
  - 第4代（パートナーはヨシタツ ･ 立花誠吾）

大日本プロレス
- 横浜ショッピングストリート6人タッグ王座
  - 第6代（パートナーはバラモン・シュウ・バラモン・ケイ）
  - 第8代（パートナーはアブドーラ・小林・高橋匡哉）
  - 第19代、第21代、第23代、第25代、第27代（パートナーは高橋匡哉・佐久田俊行）

プロレスリングFREEDOMS
- KFCタッグ王座
  - 第18代（パートナーは佐久田俊行）
- 裸足王（初代）

DDTプロレスリング
- KO-D10人タッグ王座
  - 第9代（パートナーは高梨将弘・アントーニオ本多・正田壮史・メカマミー）

日本インディー大賞
- ニューカマー賞（2014年）

ネットプロレス大賞
- 新人賞（2014年）

## 人物
- 前職は神奈川県警察の警察官（川崎警察署川崎駅前交番勤務）で、コスチュームの背中には桜の代紋を模したものがついている。現在のコスチュームは前面に桜の代紋がついており胸の部分には「POLICE」とプリントされている。またデスマッチ以外の試合ではパトライトの付いたヘルメットと警棒を持参して登場する。
- 胸毛や背毛などの体毛が濃いところが特徴。
- 試合中にフォールに入る際や関節技を決めた際には「確保！」とアピールすることが多い。
- あまりにも濃すぎるキャラクターから、女子団体アイスリボンにも主に「松本都に対するイヤガラセ」要員として参戦する事がある（本来は大日本の選手管理方針から、大日本所属選手のミックスドマッチは認められていない）。

## エピソード
- 故郷のある群馬県警察も受験していたが「田舎だしあまり事件は起こらないということで、優れた人材しか採らない方針だった」とのことで群馬県警採用には至らず、神奈川県警察を受験して合格した[6]。
- 川崎駅前交番に勤務していた頃、強制わいせつをした男を駅で背負い投げして単独で確保し現行犯逮捕をした経験がある。また逮捕した被疑者に取り調べをした過程でその被疑者が覚醒剤を使用していたことが発覚し、覚せい剤取締法違反（使用）容疑で再逮捕。ダブルの検挙と言う手柄を成し遂げた[7]。
- 当時の上司にはプロレスラーになることを反対されていたが、植木はプロレスラーになるため「柔道整復師になりたい」と虚偽を申告してまでプロレスラーになった。[7]
- 第26回「伊藤園お〜いお茶新俳句大賞」の佳作特別賞に入選した経験がある。

## メディア出演

### 書籍
- ヤバい! 警察官（宝島社）（2016年5月23日） - インタビュー

### 雑誌
- 月刊ソフト・オン・デマンド（ソフト・オン・デマンド）（2016年9月号） - インタビュー[8]